# La Rionda
La Rionda (pronuncia in lingua ligure: A Riunda, La Rotonda) è un gruppo musicale di musica popolare di Genova del quale fa parte il cantautore Max Manfredi. È, contestualmente, il nome di un'associazione culturale costituitasi nel 1991 che si prefigge il recupero filologico ed il mantenimento della memoria dei cantastorie di Liguria (dai campanari della Val Fontanabuona ai pescatori di Pegli e Prà) ma soprattutto la rivalutazione critica dei canti che accompagnarono gli episodi storici del Risorgimento italiano che portarono nel 1861 all'Unità d'Italia.
Il gruppo - i cui componenti si esibiscono indossando una camicia rossa, alla maniera dei garibaldini - prende il nome dal caratteristico ballo - che poneva i ballerini in tondo - praticato anticamente nel Genovesato nel periodo di carnevale.

## Componenti
La formazione tipo è composta da sei musicisti (con strumentazione acustica) ed una cantante, cui si aggiunge talvolta la seconda voce di Max Manfredi
- Roberto Bagnasco - violino, mandolino, mandola e canto
- Fulvio Bergaglio - chitarra acustica e canto
- Loris Cosso - viola e violino
- Manrico Cosso - violino
- Giuseppe Laruccia - clarinetto, clarinetto piccolo, sax soprano e flauto sopranino
- Max Manfredi - chitarra e canto
- Laura Parodi - percussioni e canto
- Claudio Rolandi - fisarmonica e canto

## Repertorio
Il repertorio del gruppo - che si è avvalso della collaborazione degli etno-musicologo Edward Neill (morto nel 2001), e del ricercatore Mauro Balma (che è anche direttore del gruppo musicale) - comprende anche canti popolari tipici della Liguria, con filastrocche, ninne nanne, danze, ballate, trallaleri.
Nel lavoro di ricerca del gruppo vi è il recupero di manoscritti rinvenuti nel duomo di Genova, il Perigordino nella versione di Niccolò Paganini e la melodia delle canzoni della colonia genovese (o Pàize, il Paese) di Carloforte, in Sardegna
Gran parte del repertorio è dedicato a figure risorgimentali, come Giuseppe Garibaldi e I Mille, con brani raccolti nell'album discografico Son tanti, son mille....
- Canto delle mandriane cernesi
- Dear Harp of my Country!
- Per la fame lo straniero
- Quell'uccellin del bosco
- Addio al volontario
- Partire partirò
- Giovanottino dalla pupilla nera
- Noi siamo piemontesi
- Addio padre e madre addio
- E valli e monti ho scavalcato
- O Venezia
- La monferrina
- Camicia Rossa
- La bella Gigogin
- A mogê de Cecco Beppe
- O piamontesi
- El pover Luisin
- Cari signori mi son presentato
- Garibaldi o s'alamenta
- Son tanti sono mille
- L'Aspromonte
- Fanfara dei bersaglieri (Garibaldi fu ferito)
- Rondinella d'Aspromonte
- Sulla montagna di Monterotondo
- Garibaldi l'è morto l'è morto
- Inno abissino

## Iniziative collaterali
Fra le varie iniziative collaterali seguite dal gruppo figura, in concerto con l'amministrazione provinciale di Genova, l'organizzazione della manifestazione musicale "Canti di Terra e di Mare - Festival della Musica Tradizionale e del Trallalero".
Spettacoli organizzati su musiche tradizionali di Liguria:
- Canto per Sant'Antonio (canti e musiche fra il sacro e il profano)
- Cantastorie di Liguria (canti da cantastorie registrati sul territorio regionale, in particolare della riviera ligure di levante)
- Viaggio nell'immaginario popolare di Liguria

Altre produzioni:
- La Rionda in Quintetto (brani della tradizione italiana ed europea, balcanica ed irlandese)
- Il ballo della Rionda (danze della tradizione norditaliana ed europea)
- Die Goldene Klez (dedicato alla musica klezmer)
- I Musici della Boca (dedicato al quartiere "genovese" de La Boca, a Buenos Aires)
- OltreRionda (musiche tradizionali da ballo delle Quattro province, Piemonte, Lombardia Emilia-Romagna)
- Estro in Trio (canti dell'Alta Savoia francese e della tradizione ebraica)
- Trio Melange (coniuga la musica balcanica, i valzer e i canti da ballo francesi, oltre che i tanghi argentini, con la musica classica, da Franz Schubert a Dmitrij Dmitrievič Šostakovič)

## Discografia

### Album
- Capitan de Gran Valore (CD - Robi Droli RDC 5019, 1994)
- Incantatrice (CD - Folkclub Ethnosuoni ES5313, 2001)[5][6]
- Sono tanti, sono mille ... (CD - De Ferrari - Devega, 2007

### Raccolte
La Rionda ha partecipato alla compilazione delle seguenti raccolte:
- Autori vari - Atlante di Musica Tradizionale (CD - New Tone nt 6736, 1995)
- Autori vari - Ninnanni (CD - EDT WMM 016, 2000)
- Autori vari - Lungo l'Alta Via dei Monti Liguri (CD E. Pelos, 2000)
- Autori vari - Tribù Italiche. Liguria (CD - EDT WM018, 2001)
- Autori vari - Capodanno Celtico Samonios in musica (CD - Terzo Millennio, 2002)